# Vrmdža
Vrmdža (serbisches-kyrillisch: Врмџа) ist ein Dorf im Serbien.

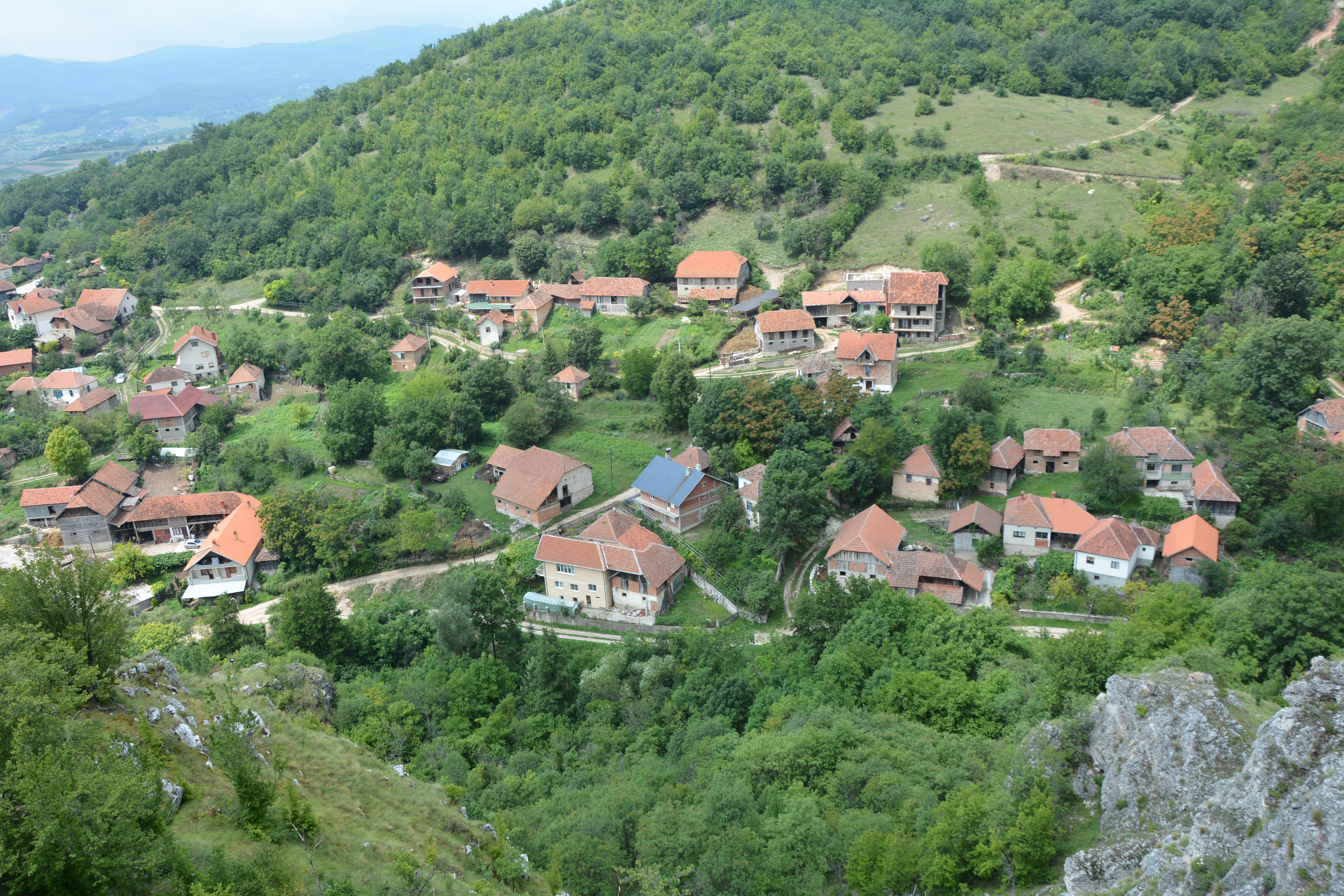
Blick auf einen Teil von Vrmdža

## Geographie

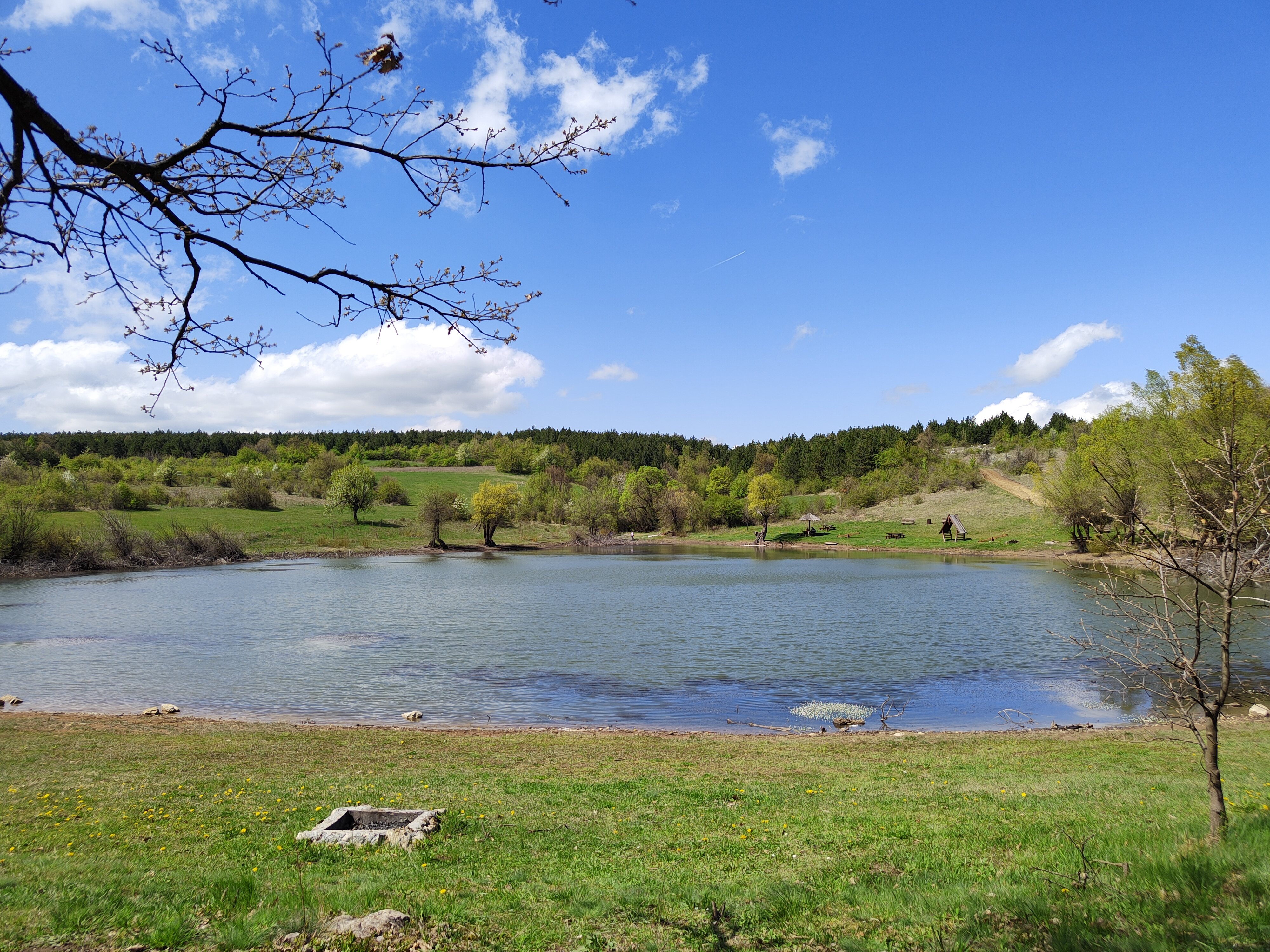
Blick auf den Natur belassenen See Vrmdžansko jezero

Das Dorf befindet sich in der geographischen Region Banja, in der Opština Sokobanja, im ostserbischen Okrug Zaječar.
Vrmdža liegt am nördlichen Rand des Banja-Beckens, unterhalb des Kalkstein-Trennabschnitts der südwestlichen Ausläufer des mächtigen Gebirges Rtanj, am Fluss Vrmdžanska Reka (die im Ort selbst auch Pakleš (Pakleška Reka) genannt wird). Somit liegt der Ort am Fuße des Rtanj.

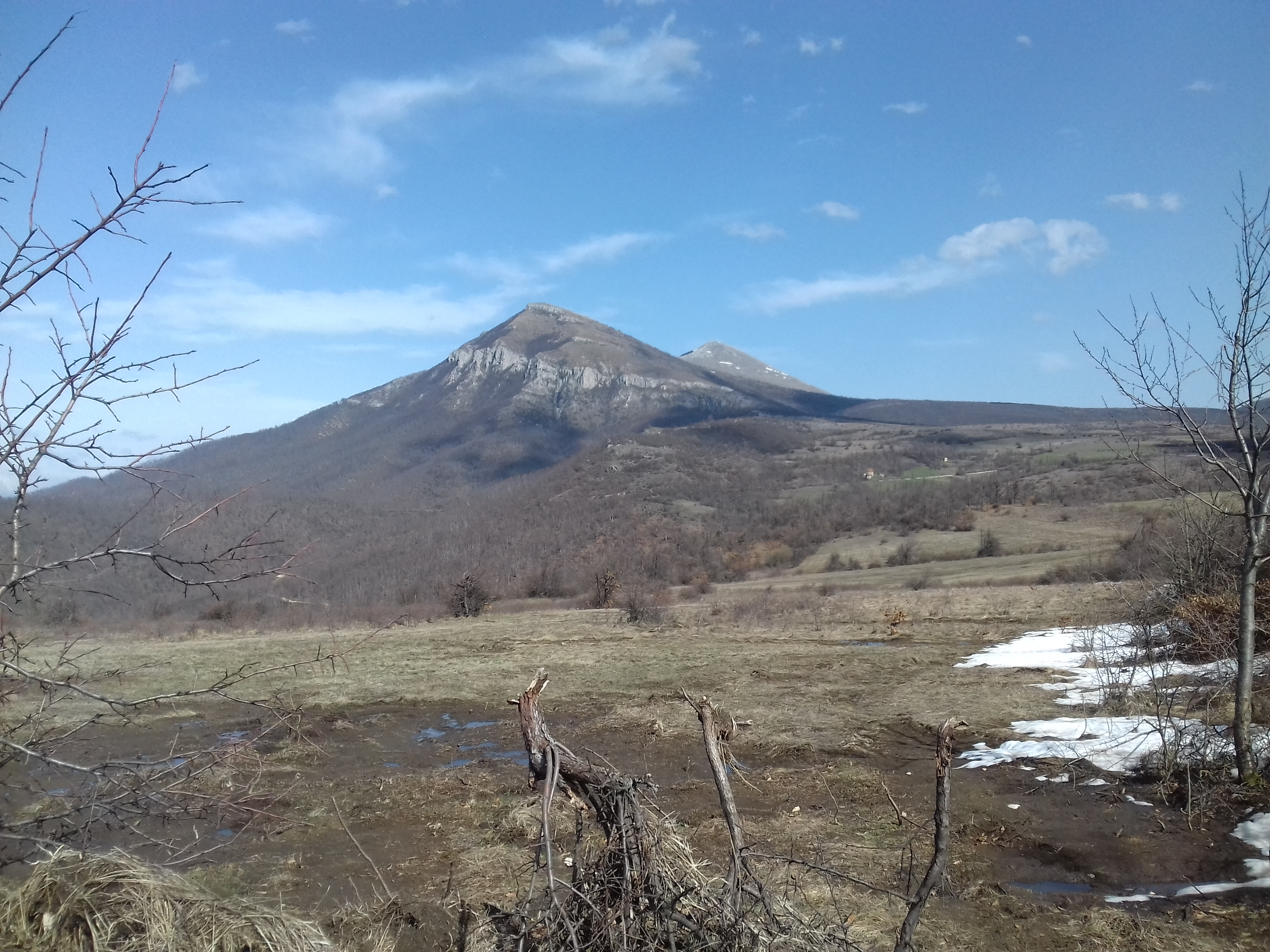
Das Gebirge Rtanj

Ein Dorfteil von Vrmdža liegt im Flusstal, während sich der größere Teil des Dorfes auf einer Lageterrasse in einer Höhe von 600 Metern befindet, zwischen dem Kalksteinfelsen, auf dem sich die Festung Vrmdža befindet, und dem Felsvorsprung, auf dem sich die alte Schule und die Dreifaltigkeitskirche befinden.
Vrmdža liegt auf einer durchschnittlichen Höhenlage von 387–600 m unterhalb des Berges Rtanj. Das Dorfterritorium im Gebirge Rtanj erreicht eine Höhe bis zu 1000 Metern. Der Ort ist in erster Linie ein Bergdorf. Das Klima in Vrmdža ist kontinental. Die Wälder oberhalb von Vrmdža sind reich an Pilzen, Erdbeeren, Brombeeren, Kornelkirschen und Heilkräutern. Der lokale Tee Rtanjski Čaj ist weithin berühmt. Das mächtige und wunderschöne Gebirge Rtanj ist eine besondere Herausforderung für Naturliebhaber und Wanderer.
Vrmdža ist durch die zwei Täler der Flüsse Pakleš und Dupleš geteilt. Der Weiler Vlaška mala liegt in unmittelbarer Nähe des Flusses Dupleš, während die Mauern der Festung Vrmdža, neben dem Fluss Pakleš liegen. Die Ruinen der Bergfestung Breštansko gradište oder Hajdučki grad, südlich des Dorfes werden dem mythischen Heiducken Deli Radivoje zugeschrieben.
Die Dorfbewohner nutzen ihr Trinkwasser überwiegend aus Quellen und kleineren Wasserstrudeln, die aus dem Kalkstein austreten. Die tiefer gelegenen Häuser besitzen Brunnen. Einer der Brunnen wurde während der Türkenherrschaft erbaut. In der Siedlung Vrmdža gibt es aufgrund der von ihr umgebenen Naturräume verschiedene Quellen, darunter Hajdučki Kladanac, Dupleski, Sastavac, Sikeljača, Beljak und andere. Diese Quellen produzieren reines Quellwasser.
Durch das Dorf fließt auch der größere Bach Oravica und viele weitere kleinere Bäche, darunter Donjomalski potok, Gornjomalski potok, Selinski potok, Crkveni potok, Toplik und andere.

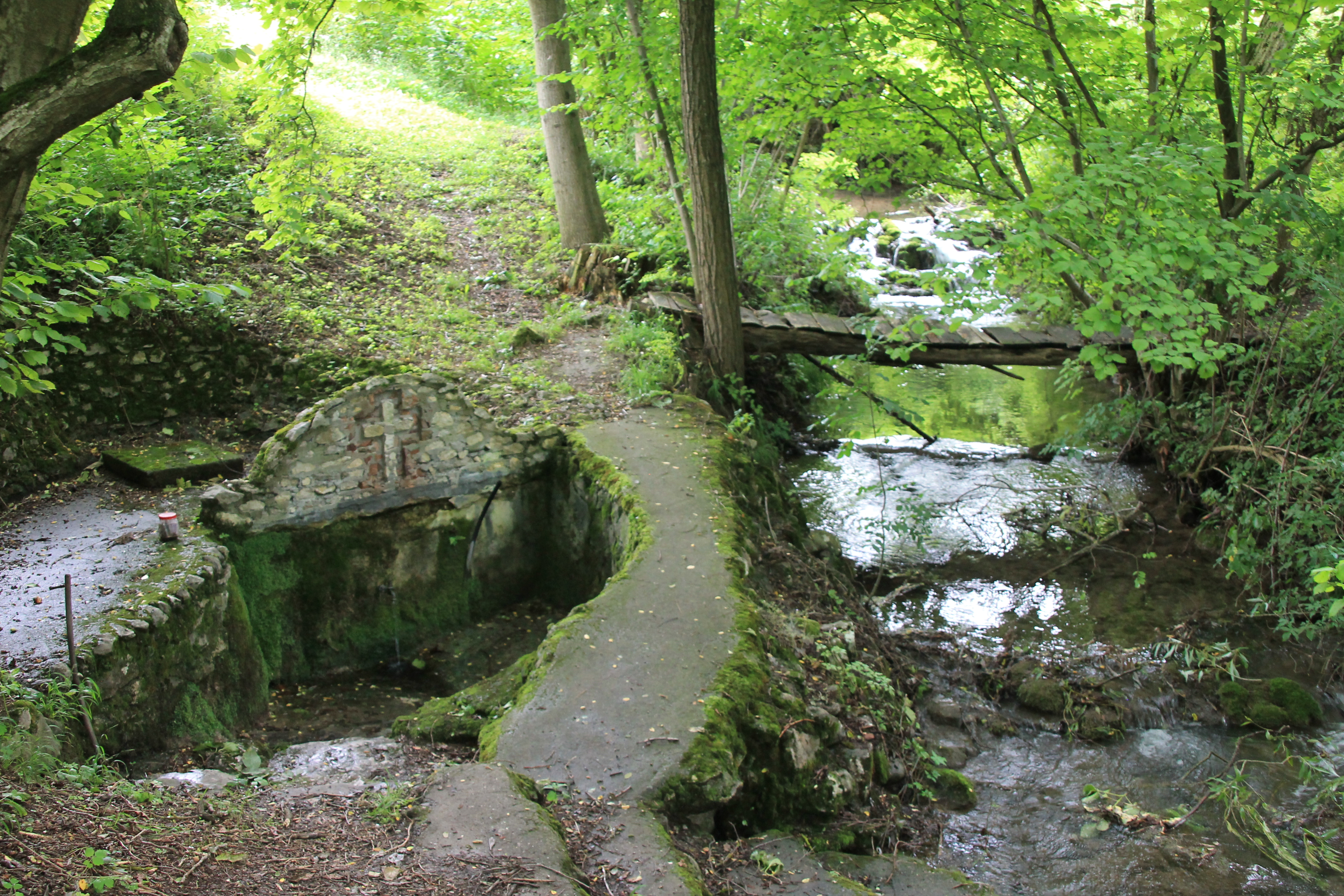
Die Dreifaltigkeitsquelle

Die Dreifaltigkeitsquelle (Izvor Svetog Trojstva) stellt unter den Dorfquellen eine besonders schöne Natursehenswürdigkeit dar.
Die stärksten Winde im Ort sind der Nordwind und die Košava. An den Südhängen des Rtanj gibt es riesige Dolinen mit einem Durchmesser von einhundert bis zweihundert Metern und einer Tiefe von fünfzehn bis zwanzig Metern.
Im südwestlichen Dorfrand befindet sich der Felsen Devojačka stena bei dem sich eine Erholungsstätte befindet. Der Ort verfügt außerdem über einen gut gepflegten Freeclimbing-Felsen, der viele Extremsportler anzieht.
Vrmdža verfügt auch über einen eigenen natürlichen See. Er ist etwa 3–4 Kilometer nördlich des Dorfes gelegen. Das Vrmdžansko jezero ist weder groß noch weitläufig, aber seine Schönheit und die Stille, die in dieser praktisch unberührten Natur herrschen, fällt jedem Reisenden auf, daher ist der See als regionale Touristenattraktion bekannt geworden. Das Restaurant und der Ausflugsort Filotin Pogled befindet sich in naher Umgebung des Sees.
Nach alten Erzählungen entstand der See im Jahre 1892, nach einem schrecklichen Wolkenbruch. Die Sturzbäche rissen Heuhaufen ins Tal und füllten ein tiefes Loch im Boden. Heute wird das Wasser des Sees durch eine kleine, ganzjährig fließende Quelle in der Nähe sowie durch Regen und Schnee aufgefüllt. Der von unberührter Natur umgebene See ist reich an Fisch.

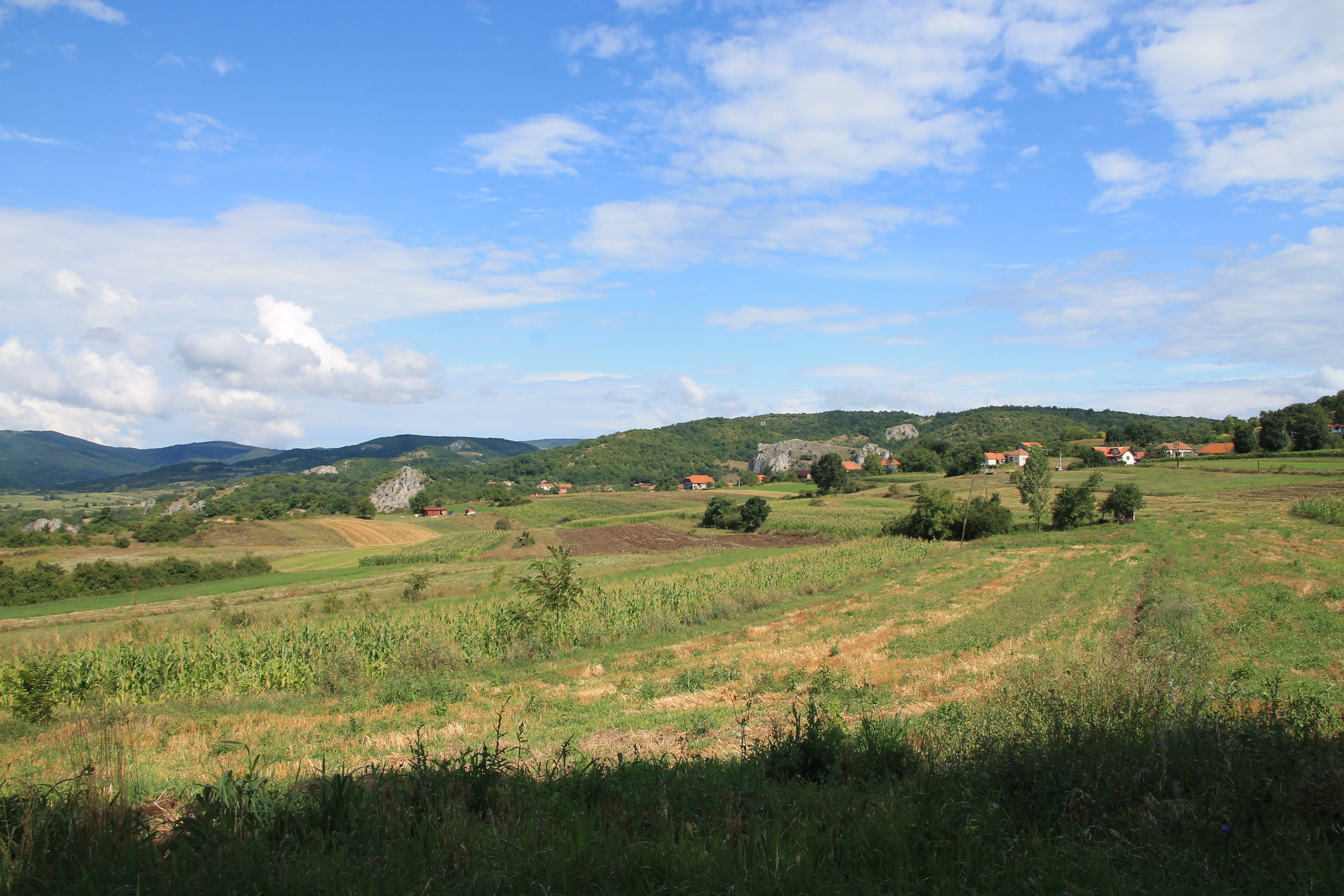
Gegend um das Dorf

Nicht weit vom See, unterhalb eines Hügels, befindet sich die Quelle Vrelo. Hier entspringt der Fluss Vrmdžanska Reka. Der Fluss fließt durch eine wunderschöne Schlucht in Richtung des Dorfes. Am Fluss stehen viele Wassermühlen und einige sind noch heute in Betrieb. Die bekanntesten Wassermühlen sind die Vodenica kod deda Mije und Naša Vodenica. Bei den Wassermühlen wurden ebenfalls Ausflugsdestinationen mit Gastwirtschaft eröffnet.
Der Agrotourismus ist stark ausgeprägt. Im Ort sind einige kleinere Hotels, Appartements, Wochenendhäuser und Unterkünfte entstanden. Zudem wurde das „Rtanj Center for Healthy Living“ eröffnet, in dem unter anderem „Floating Yoga“ praktiziert wird.
Das Dorf ist rund 11 km nordwestlich der Gemeindehauptstadt gelegen. Vrmdža ist durch eine recht gute Straße über sein südliches Nachbardorf Trgovište mit der Hauptstraße verbunden, die wiederum Sokobanja mit Knjaževac verbindet. Auch über eine weitere Landstraße die zum nordwestlichen Nachbardorf Jošanica führt, ist der Ort mit Sokobanja und anderen Dörfern der Gegend verbunden. Es gibt darüber hinaus zwei weitere Straßen, die zum Rtanj und der Lukavica führen. Eine führt durch das Tal der Vrmdžanska Reka und die andere besser ausgebaute Straße durch das Tal des Flusses Keštica.

## Dorftypus
Vrmdža ist das einzige Dorf im Banja-Becken, das eine wahre Streusiedlung darstellt und ist in Weiler aufgeteilt. Das Dorf wurde durch einige Kalksteinvorsprünge eingeschnitten und zerstreut. Die Häuser einzelner Familien sind zu Gruppen zusammengefasst. Im Dorf gibt es drei große Dorfteile: Gornja, Srednja und Donja Mala.
- 1.) Gornja Mala liegt direkt unterhalb des 600 Meter hohen Terrassenabschnitt und beherbergt die folgenden größeren Familien: Dulci, Pavkovci, Petrovci, Marićevci und Lukovci.
- 2.) In Srednja Mala die die Dorfmitte darstellt und im Zentrum der 600 Meter hohen Terrasse liegt, leben folgende Familien: Zaimovci, Kneževci und Đuričići.
- 3.) In Donja Mala die am Rand der 600 Meter hohen Terrasse und im Flusstal liegt, leben die Familien Šerbići, Kalupovci und Džavići.
- 4.) Zum Ort gehört auch der Weiler Vlaško Selo. Er liegt im Tal des Flusses Dupleš, direkt am Ausgang dieses Tals aus dem Kalksteinmassiv. In Vlaško Selo leben die Familien: Živići, Srejići, Stokovci und einen Teil der Šerbići.

Die Dorfbewohner betreiben Landwirtschaft und Viehzucht. Die Viehzucht ist ziemlich entwickelt. Die Rinder, Schafe und Ziegen weiden im Sommer unterhalb des Rtanj, wo sich die Dorfweiden befinden. Im Dorf besteht eine kleine Milch- und Käseproduktion. Auf dem Dorfgebiet gibt es wenige Wälder und diese sind meist fragmentiert.
Die Felder und Äcker liegen größtenteils unterhalb des Dorfes, rund um den Fluss Vrmdžanska Reka, es gibt jedoch auch einige Felder oberhalb des Ortes, auf den Kalksteinflächen. Die Felder unterhalb des Dorfes sind nicht besonders fruchtbar, da der Boden hauptsächlich aus Kies und Sand besteht.

## Bevölkerung
Das Dorf hatte 2022 eine Einwohnerzahl von 387, während es 2011 noch 497 waren, nach den letzten drei Bevölkerungsstatistiken fällt die Einwohnerzahl weiter, jedoch ist Vrmdža das einzige Dorf in Serbien, in das erst vor kurzem eine nennenswerte Zahl von Menschen zugezogen ist, überwiegend junge Menschen mit Kindern. Einwanderer kamen aus anderen Landesteilen Serbiens, Italien und Nordamerika. Die Bevölkerung stellen Serben.

### Demographie
| Jahr | Einwohnerzahl |
| ---- | ------------- |
| 1948 | 1.593         |
| 1953 | 1.568         |
| 1961 | 1.479         |
| 1971 | 1.302         |
| 1981 | 1.124         |
| 1991 | 901           |
| 2002 | 606           |
| 2011 | 497           |
| 2022 | 387           |

## Geschichte

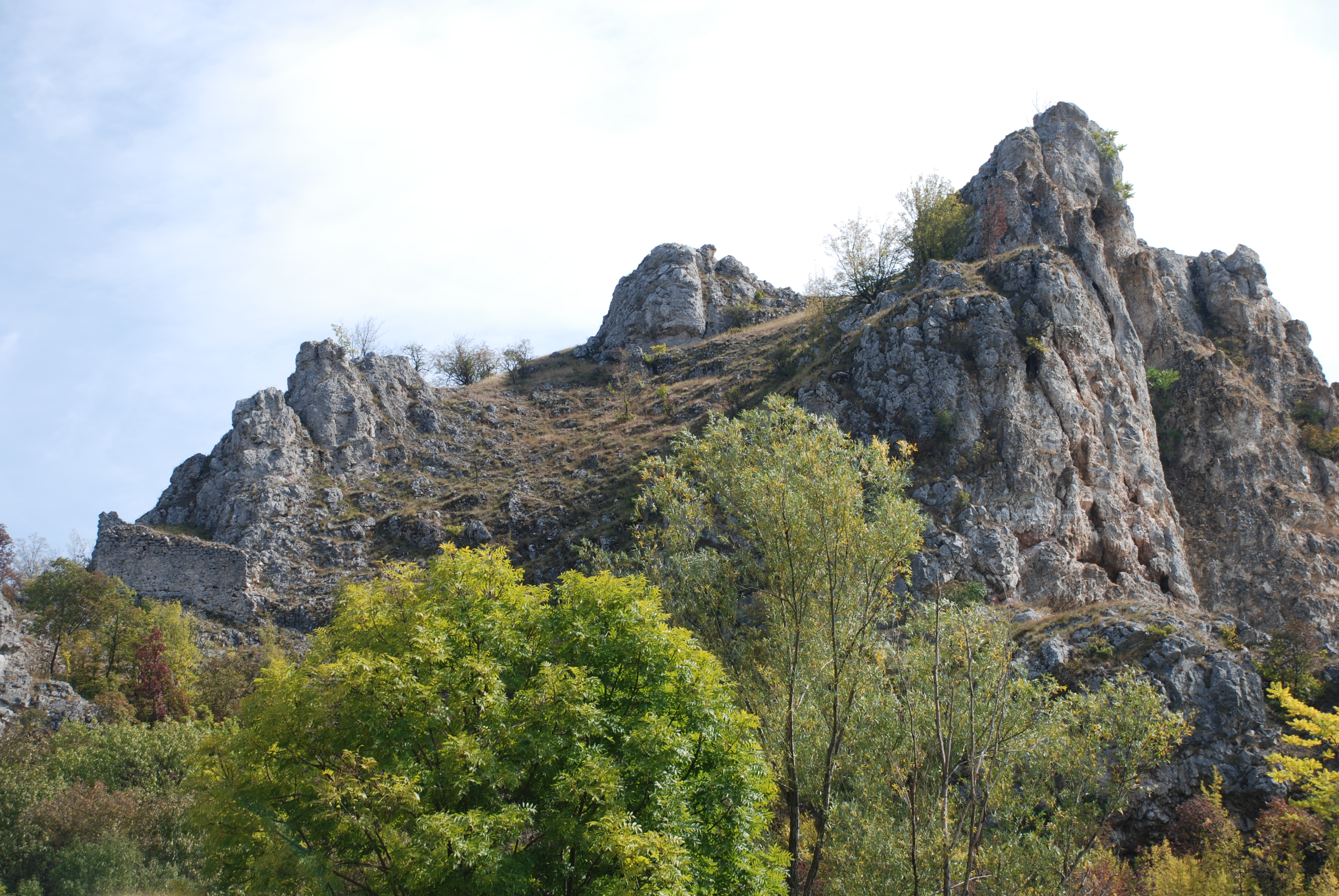
Blick auf die Festung Vrmdža

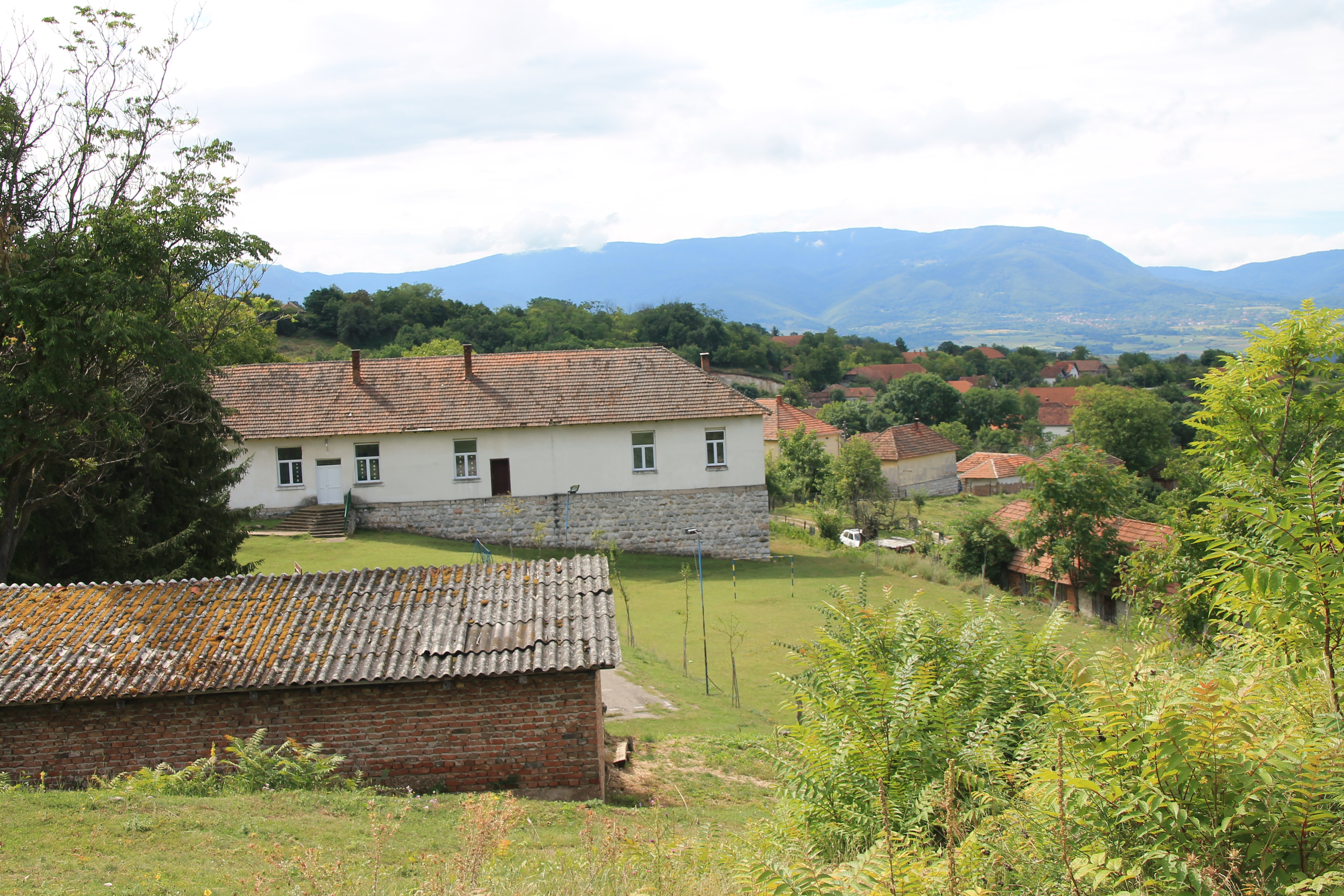
Blick auf die Grundschule

Vrmdža wird seit der Bronzezeit als eines der ältesten Dörfer der Gegend besiedelt. Der bekannte serbische Geograph Jovan Cvijić stellte dies bei einer Untersuchung (bei der Lokation Ravno Klenje) fest. Im Flusstal wurden auch Spuren eines keltischen Dorfes gefunden.
Im 3. Jahrhundert n. Chr. befand sich auf dem Gebiete des heutigen Vrmdža eine römische Siedlung, die auch schriftlich erwähnt wird. Der Ort befand sich im Zentrum des heutigen Vrmdža und hieß Latium Vilaris. In der Siedlung gab es eine kleine römische Festung, die eine kaiserliche Straße beschützen sollte. Diese führte in den Osten des römischen Reiches. Man nimmt an, dass die Verteidigung der Straße der Hauptgrund zur römischen Besiedlung der Region um Vrmdža war. Hinzu kommt, dass auch Handel in Latium Vilaris betrieben wurde.
Im 6. Jahrhundert wurde die Stadt zur Festung ausgebaut, um das Byzantinische Reich von dem Einmarsch der Slawen in dieser Region zu verteidigen. Zudem war der Rtanj-Bergzug von strategischer Bedeutung. Die Festung Vrmdža, auch unter dem Namen Latin Grad bekannt, die sich auf einem senkrechten Felsen im Dorfgebiet befindet und heute nur noch aus Resten der Befestigungsanlagen besteht, stellt als ein unbewegliches Kulturgut, ein Kulturdenkmal, dar.
Während der Landnahme der Slawen auf dem Balkan im 6. und 7. Jahrhundert n. Chr. verlor das Byzantinische Reich die Gebiete um Vrmdža. Die slawischen Bulgaren siedelten sich nach der Eroberung in der Gegend an.
Am Ende des 11. und Anfang des 12. Jahrhunderts eroberten serbische Könige die Gegend um das heutige Vrmdža. Seit dieser Zeit bestand an der Grenze zum Bulgarischen Reich, später dann zum Osmanischen Reich, eine Festung, die die serbische Grenze sichern sollte, denn die Stadt Knjaževac, die heute zu Serbien gehört, hieß damals noch Gurgusovac und befand sich im damaligen Bulgarischen Reich und wurde später ein Teil des Osmanischen Reiches.
Im 14. Jahrhundert war der Ort ein befestigter Gutshof, dessen reiche Gutsbesitzer regen Handel mit Kaufleuten aus Ragusa (Dubrovnik) betrieben. Das südliche Nachbardorf Trgovište gehörte damals zum Besitz der Gutsherren von Vrmdža. Das Dorf liegt näher am Flusstal des Hauptflusses der Gegend der Sokobanjska Moravica. Außer dem üppigen Wald zwischen Vrmdža und Trgovište besaßen die Gutsherren auch viele Weinberge an den Hängen um Trgovište.
Die Festung Vrmdža wurde zuletzt nach der epischen Schlacht auf dem Amselfeld um das Jahr 1400 wieder aufgebaut. Ban Krainović, ein Gefolgsmann des Despoten Stefan Lazarević, war der letzte Herr von Vrmdža.
Nach dem Fall des serbischen Despotats 1459 gegen die Osmanen wurde auch die Gegend um Vrmdža osmanisch und blieb es bis zum Jahr 1804 zur Zeit des Ersten serbischen Aufstandes gegen die Osmanen.

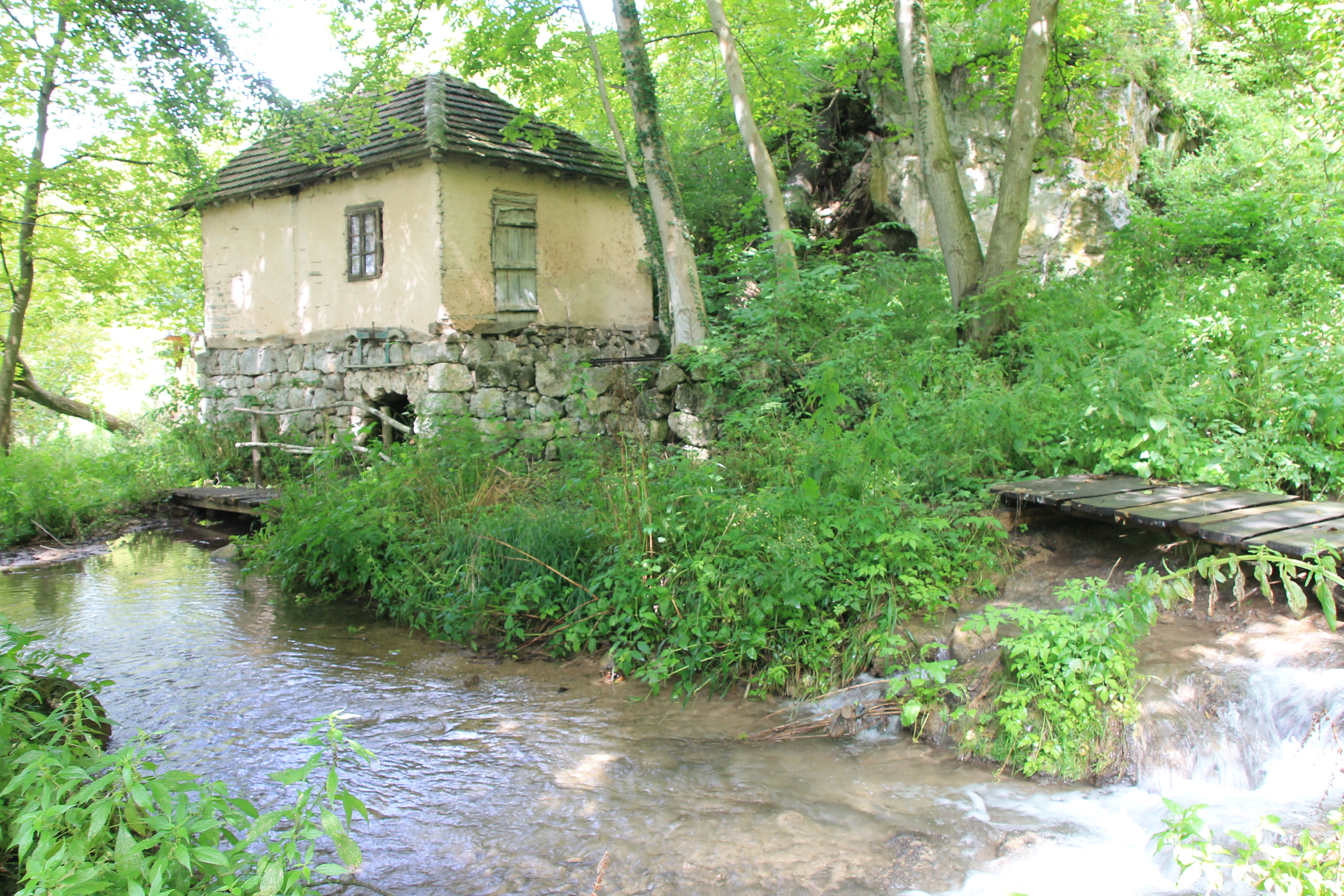
Alte Wassermühle an der Vrmdžanska reka

Das Dorf wurde in türkischen Steuerbüchern (Deftern) im 16. Jahrhundert ebenfalls erwähnt. Es bestehen bis heute die Reste der römischen, später der serbischen Festung um Vrmdža. Die Dorfbewohner fanden im 16. Jahrhundert die Zeugnisse der Römer. Unter anderem wurden große römische Ziegelsteine mit römischen Zahlen, Teile von Speeren und Pfeilen, kleine Kreuze, Kupfermünzen, Keramikgegenstände und menschliche Knochen gefunden. Heute sind einige der Fundstücke auch in serbischen Landesmuseen ausgestellt.
Das Dorf lag zunächst tiefer. Nach alten Erzählungen lebte die Familie Lalić im Selište unterhalb der Dreifaltigkeitskirche. Dort befinden sich weiterhin die Flurnamen Lalin Voćnjak (Obstgarten des Lala) und Lalina Kruška (Birnbaum des Lala). Auf der Lokalität Selina, unterhalb des heutigen Ortes, lebten die Šerbići. Sie ließen sich dann am heutigen Standort nieder, damit sie mehr Land zum Bewirtschaften hatten und alle zusammen sein konnten. Das Dorf wuchs durch Vermehrung und Zuwanderung.
Seit wann der Ort den Namen Vrmdža trägt und wie er zu seinem Namen kam, ist nicht genau überliefert. Da Vrmdža reich an Naturschönheiten mit Flüssen, Quellen, Bächen, Strudeln und einem See ist, soll (nach einigen alten Erzählungen) der Dorfname von der Fülle an Quellen herstammen. Im Dorf gibt es außerdem zwei alte Schulen, eine davon wurde 1834 erbaut.
1878 wurde Vrmdža Teil des nun ganz vom Osmanischen Reich gelösten Fürstentums Serbien. Ab 1918 gehörte das Dorf zum Königreich Jugoslawien.
Im Zweiten Weltkrieg besetzten deutsche und bulgarische Truppen das Dorf. Im September 1943 wurden bei einer Repressalie im Ort 177 Bewohner von Vrmdža erschossen. Vrmdža blieb auch nach dem Zweiten Weltkrieg ein großes Dorf und besaß damals etwa 360 Häuser. Nach 1945 war Vrmdža Teil des sozialistischen Jugoslawien, gehörte ab 2003 zu Serbien und Montenegro. Und seit 2006 gehört das Dorf zur Republik Serbien.
Im Dorfzentrum steht ein Denkmal für die Opfer des Zweiten Weltkrieges. Und bei der Dreifaltigkeitskirche steht auch ein Denkmal für die Opfer des Ersten Weltkrieges aus dem Dorf.
2020 fand in Vrmdža eine nationale serbische Klettermeisterschaft statt.
Im Ort findet Anfang Juli das Vrmdža fest statt, was ein internationales Filmfestival darstellt, das seinen Themenschwerpunkt auf touristisch-ökologische Dokumentarfilme setzt.

## Religion

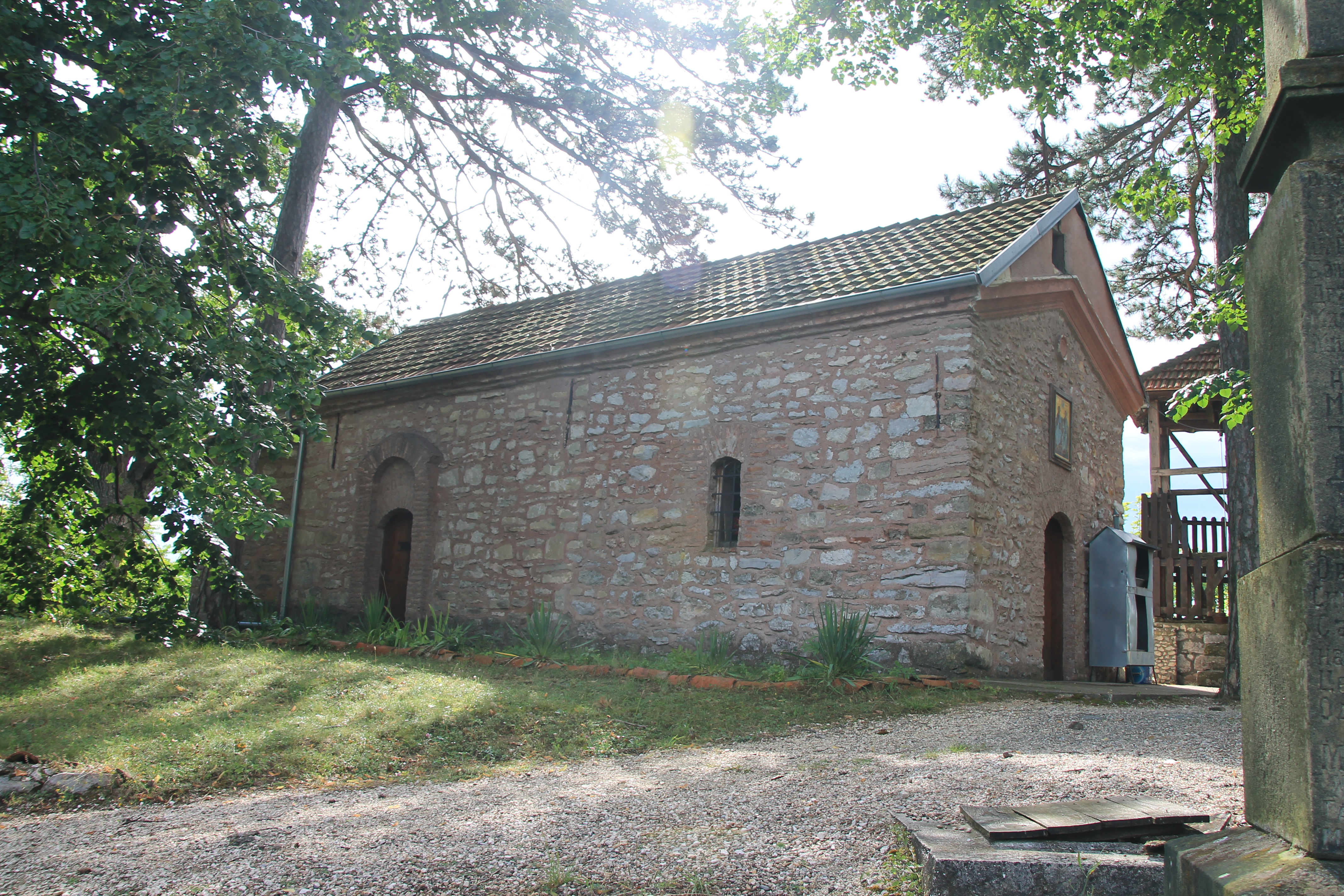
Die Dreifaltigkeitskirche

Die Bevölkerung des Dorfes gehört der serbisch-orthodoxen Kirche an.
Im Dorf steht die, auf den Fundamenten einer mittelalterlichen (Kloster-)Kirche aus dem 13. Jahrhundert, 1818 erbaute Dreifaltigkeitskirche. Unweit westlich der Dreifaltigkeitskirche, steht die zweite kleinere Kirche des Dorfes, die Kirche Hl. Großmärtyrer Pantaleon.
Auf der Lokalität Belil im Gebirge Rtanj stand früher eine alte serbisch-orthodoxe Kirche. Diese Kirche Hl. Nikolaus und German war dem Hl. Nikolaus und dem Hl. German geweiht.
Im Dorf gibt es drei Friedhöfe. Einer befindet sich im Selište (wo die Familie Lalić traditionell sich bestatten lässt). Der zweite befindet sich im Prdak, (wo die Familie Šerbić ihre Begräbnisstätte besitzt) und der dritte befindet sich auf dem Standort Lojze, wo die Familien Džavić, Petrovci, Đuričić usw. begraben werden.

## Belege
- Artikel über die Natur um den Ort auf der Seite www.vrmdza.org.rs,(serbisch)
- Artikel über das Dorf auf der Seite www.soko-banja.org, (serbisch)
- Artikel über das Dorf auf der Seite www.poreklo.rs, (serbisch)
- Artikel über die Sehenswürdigkeiten des Ortes auf der Seite sokobanja.rs, (serbisch)
- Књига 9, Становништво, упоредни преглед броја становника 1948, 1953, 1961, 1971, 1981, 1991, 2002, подаци по насељима, Републички завод за статистику, Београд, мај 2004, ISBN 86-84433-14-9
- Књига 1, Становништво, национална или етничка припадност, подаци по насељима, Републички завод за статистику, Београд, фебруар 2003, ISBN 86-84433-00-9
- Књига 2, Становништво, пол и старост, подаци по насељима, Републички завод за статистику, Београд, фебруар 2003, ISBN 86-84433-01-7